# زیگوفکا
زیگوفکا (به لاتین: Zigovka) یک منطقهٔ مسکونی در روسیه است که در استان آمور واقع شده‌است.